# Дієго Лаксальт
Діє́го Себастья́н Лакса́льт Суа́рес (ісп. Diego Sebastián Laxalt Suárez, нар. 7 лютого 1993, Монтевідео) — уругвайський футболіст, лівий півзахисник клубу «Динамо» (Москва).
Виступав, зокрема, за клуби «Болонья» та «Дженоа», а також національну збірну Уругваю.

## Клубна кар'єра
Народився 7 лютого 1993 року в місті Монтевідео. Вихованець футбольної школи клубу «Дефенсор Спортінг». Професійну футбольну кар'єру розпочав 2012 року в основній команді того ж клубу, в якій провів один сезон, взявши участь у 15 матчах чемпіонату. 
2013 року уклав контракт з «Інтернаціонале», проте відразу ж був відданий в оренду до «Болоньї». Відіграв за болонську команду наступний сезон своєї ігрової кар'єри.
2014 року був орендований клубом «Емполі», у складі якого провів півроку, так і не ставши гравцем основного складу. 
У січні 2015 року перейшов на умовах 18-місячної оренди до «Дженоа». За півтора року оренди у генуезькому клубі став важливою фігурою у середині поля його команди, тож влітку 2016 року уклав з «Дженоа» повноцінний контракт. При цьому у зворотньому напрямі, до «Інтернаціонале» попрямував аргентинський захисник Крістіан Ансальді.
Провівши ще два сезони у Генуї, уругваєць погодився не перехід до «Мілана», якому трансфер обійшовся у 14 мільйонів євро. Протягом сезону 2018/19 використовувався тренерським штабом «россонері» як гравець ротації, а по його завершенні на умовах оренди з правом викупу приєднався до «Торіно».
Правом викупу прав на уругвайця туринський клуб не скористався, і на початку 2020 року той повернувся до лав міланської команди, в якій майже не грав. 5 жовтня 2020 року він на правах оренди став гравцем шотландського «Селтіка».
У червні 2021 року став гравцем московського «Динамо». Сума трансферу становила 3,5 мільйона євро. Гравець підписав контракт на 3 роки із можливістю продовження ще на один сезон. Зарплата гравця склала 2,5 мільйона євро на рік. Дебютував у матчі першого туру РПЛ проти «Ростова» 0–2.

## Виступи за збірну
2013 року залучався до складу молодіжної збірної Уругваю. На молодіжному рівні зіграв у 16 офіційних матчах, забив 1 гол.
Наприкінці 2016 року дебютував в офіційних матчах у складі національної збірної Уругваю. Ще до офіційного дебюту у складі національної команди включався до її заявки на Кубок Америки 2016, який провів на лаві для запасних. 
Постійне місце у складі збірної почав отримувати 2018 року, на тогорічному чемпіонаті світу взяв участь у чотирьох із п'яти матчів своєї команди, у тому числі тричі виходив у її стартовому складі.
Наступного року був учасником Кубка Америки 2019.
| Дата       | Місто                 | Господарі      | Результат | Гості             | Турнір                       | Голи | Примітки |
| ---------- | --------------------- | -------------- | --------- | ----------------- | ---------------------------- | ---- | -------- |
| 6-10-2016  | Монтевідео            | Уругвай        | 3 – 0     | Венесуела         | Відбір до ЧС 2018            | -    | 80'      |
| 11-10-2016 | Барранкілья           | Колумбія       | 2 – 2     | Уругвай           | Відбір до ЧС 2018            | -    | 86'      |
| 4-6-2017   | Дублін                | Ірландія       | 3 – 1     | Уругвай           | товариський матч             | -    | 46'      |
| 23-3-2018  | Наньнін               | Уругвай        | 2 – 0     | Чехія             | товариський матч             | -    |          |
| 26-3-2018  | Наньнін               | Уельс          | 0 – 1     | Уругвай           | товариський матч             | -    |          |
| 8-6-2018   | Монтевідео            | Уругвай        | 3 – 0     | Узбекистан        | товариський матч             | -    | 59'      |
| 20-6-2018  | Ростов-на-Дону        | Уругвай        | 1 – 0     | Саудівська Аравія | ЧС 2018 - 1-й етап           | -    | 59'      |
| 25-6-2018  | Самара                | Уругвай        | 3 – 0     | Росія             | ЧС 2018 - 1-й етап           | -    |          |
| 30-6-2018  | Сочі                  | Уругвай        | 2 – 1     | Португалія        | ЧС 2018 - 1/8 фіналу         | -    |          |
| 6-7-2018   | Нижній Новгород       | Уругвай        | 0 – 2     | Франція           | ЧС 2018 - чвертьфінал        | -    |          |
| 8-9-2018   | Х'юстон               | Мексика        | 1 – 4     | Уругвай           | товариський матч             | -    |          |
| 12-10-2018 | Сеул                  | Південна Корея | 2 – 1     | Уругвай           | товариський матч             | -    | 84'      |
| 16-10-2018 | Сайтама               | Японія         | 4 – 3     | Уругвай           | товариський матч             | -    |          |
| 16-11-2018 | Лондон                | Бразилія       | 1 – 0     | Уругвай           | товариський матч             | -    |          |
| 20-11-2018 | Сен-Дені              | Франція        | 1 – 0     | Уругвай           | товариський матч             | -    |          |
| 22-3-2019  | Наньнін               | Узбекистан     | 0 – 3     | Уругвай           | товариський матч             | -    | 61'      |
| 7-6-2019   | Монтевідео            | Уругвай        | 3 – 0     | Панама            | товариський матч             | -    |          |
| 16-6-2019  | Белу-Оризонті         | Уругвай        | 4 – 0     | Еквадор           | Копа Америка 2019 - 1-й етап | -    |          |
| 20-6-2019  | Порту-Алегрі          | Уругвай        | 2 – 2     | Японія            | Копа Америка 2019 - 1-й етап | -    | 28'      |
| 7-9-2019   | Сан-Хосе (Каліфорнія) | Коста-Рика     | 1 – 2     | Уругвай           | товариський матч             | -    | 82'      |
| 12-10-2019 | Монтевідео            | Уругвай        | 1 – 0     | Перу              | товариський матч             | -    | 79'      |
| 15-10-2019 | Ліма                  | Перу           | 1 – 1     | Уругвай           | товариський матч             | -    | 46'      |
| 15-11-2019 | Будапешт              | Угорщина       | 1 – 2     | Уругвай           | товариський матч             | -    | 68'      |
| 18-11-2019 | Тель-Авів             | Аргентина      | 2 – 2     | Уругвай           | товариський матч             | -    | 56'      |
| Усього     |                       | Матчів         | 24        |                   | Голів                        | 0    |          |

## Титули і досягнення
- Володар Кубка Шотландії (1):

«Селтік»: 2019–20